# Верхнє Липово
Верхнє Ли́пово (рос. Верхнее Липово) — присілок у складі Лузького району Кіровської області, Росія. Входить до складу Лузького міського поселення.
Населення становить 16 осіб (2010, 30 у 2002).
Національний склад станом на 2002 рік — росіяни 97 %.